# Јап де Хоп Схефер
Јакоб „Јап“ де Хоп Схефер (/jɑːp də hoːp ˈsxɛfər/ⓘ; рођен 3. априла 1948) је холандски политичар и бивши генерални секретар НАТО-а. Био је холандски министар иностраних послова и био је важна фигура у одлуци да његова земља учествује у инвазији на Ирак 2003. Године 2004. изабран је за 11. генералног секретара НАТО-а, а на тој позицији је остао до 2009.